# Collotheca rasmae
Collotheca rasmae is een raderdiertjessoort uit de familie Collothecidae. De wetenschappelijke naam van deze soort is voor het eerst geldig gepubliceerd in 1951 door Bērzinś.